# Gomphichis altissima
Gomphichis altissima är en orkidéart som beskrevs av Jany Renz. Gomphichis altissima ingår i släktet Gomphichis och familjen orkidéer.
Artens utbredningsområde är Colombia. Inga underarter finns listade i Catalogue of Life.